# Christine Miller
Christine Miller est une scénariste, dialoguiste et syndicaliste française.
Avocate à la cour reconvertie, elle est très active au sein des organisations syndicales professionnelles. Elle est membre du conseil d'administration de la Société des auteurs et compositeurs dramatiques qu'elle a présidée en 2003-2004 et coprésidente de la Guilde française des scénaristes à sa création en 2010.
Elle a signé les scénarios de trois longs métrages et d'une trentaine de téléfilms et a créé plusieurs séries télévisées.

## Biographie
Avocate à la cour, Christine Miller quitte le barreau pour se consacrer au métier de scénariste dialoguiste. 
Elle est présidente de la Société des auteurs et compositeurs dramatiques en 2003-2004
En novembre 2010, les scénaristes se regroupent dans un syndicat unique, la Guilde française des scénaristes. Christine Miller en partage la première présidence aux côtés d'Olivier Lorelle et Jean-André Yerlès à sa création.

## Filmographie

### Scénariste

#### Cinéma
- 1991 : La Voix de Pierre Granier-Deferre[3]
- 1997 : Artemisia d'Agnès Merlet[4]
- 2012 : Pygmées (Komba, dieu des Pygmées) de Raymond Adam[5]

#### Télévision
- 1989 : Manon Roland d'Édouard Molinaro
- 2007 : Bac + 70 de Laurent Lévy[6]
- 2009 : Trahie ! de Charlotte Brändström
- 2010 : Quand vient la peur... d'Élisabeth Rappeneau
- Sauveur Giordano